# نادي نابسا ستارز
نادي نابسا ستارز (بالإنجليزية: NAPSA Stars F.C)‏ هو فريق كرة قدم موجود في زامبيا .